# Mailly-le-Château
Mailly-le-Château este o comună în departamentul Yonne, Franța. În 2009 avea o populație de 583 de locuitori.

## Evoluția populației
| An        | 1975 | 1982 | 1990 | 1999 | 2006 | 2009 |
| --------- | ---- | ---- | ---- | ---- | ---- | ---- |
| Populație | 489  | 501  | 555  | 609  | 591  | 583  |